# Frank Kehoe
Frank Henry Kehoe (* 8. Februar 1882 in Chicago, Illinois; † 26. Dezember 1949 in Jacksonville, Illinois) war ein US-amerikanischer Wasserspringer, Schwimmer und Wasserballspieler.

## Erfolge
Frank Kehoe startete bei den Olympischen Spielen 1904 in St. Louis in drei Disziplinen: im Turmspringen, im Wasserball und im Schwimmen. Im Wasserballwettbewerb, dessen offizieller Status umstritten ist, belegte Kehoe mit seinem Verein, der Chicago Athletic Association, den zweiten Platz. Insgesamt traten nur drei Vereine an. Im Schwimmen ging Kehoe ebenfalls an einem inoffiziellen Wettbewerb an den Start, dem Schwimmen über 880 Yards mit Handicap. Er beendete das Rennen auf dem vierten und letzten Platz.
Das Turmspringen verlief indes wesentlich erfolgreicher für Kehoe. Den Wettkampf gewann Kehoes Landsmann George Sheldon mit 12,66 Punkten vor Georg Hoffmann aus dem Deutschen Reich mit 11,66 Punkten. Dahinter folgten Kehoe und der punktgleiche Deutsche Alfred Braunschweiger mit 11,33 Punkten. Braunschweiger lehnte das anstehende Stechen um die Bronzemedaille ab, woraufhin Kehoe zunächst als alleiniger Bronzemedaillengewinner festgelegt wurde. Ein Protest der deutschen Delegation wurde abgelehnt. Zwei Jahre später gaben die offiziellen Ergebnisse einen geteilten dritten Platz zwischen Kehoe und Braunschweiger an, auch wenn dies nie von US-amerikanischer Seite akzeptiert wurde. Kehoes Gewinn der Bronzemedaille stand im Gegensatz zu Braunschweigers Platzierung nie zur Diskussion.